# Galgedil
55°31′27.33″N 10°23′10.63″Ø / 55.5242583°N 10.3862861°Ø
Galgedil er en dansk arkæologisk lokalitet ved Otterup på Fyn, der viser spor fra yngre stenalder og frem til den sene del af yngre jernalder (årene 700-1100), blandt andet en stor dansk gravplads fra førkristelig vikingetid.
Galgedil ligger vest for Otterup på en bakketop, der er blevet inddraget til byggegrunde. 
Der er fundet spor fra bebyggelse fra yngre stenalder (4.000-1.700 f.kr.), yngre bronzealder (10.-5. århundrede f.kr.), fra dele af ældre jernalder (5. århundrede f.kr. – 2. århundrede e.kr.) og fra den sene del af yngre jernalder (ca. 7-10. århundrede e.kr.).
I gravene fra vikingetiden er der fundet knive, nøgler, perler, fibler, våben, kokæbe og en forfjerding af en pattegris.
Der har været arkæologiske udgravningen i Galgedil i 1988, 1999-2002 og i 2005 
og foretaget "renrums-udgravninger" for at sikre ukontamineret DNA.
Mitokondrie-DNA fra tænderne af 10 begravede individer fra vikingetiden har været analyseret således at deres haplogruppe kunne bestemmes. Fem individer tilhørte haplogruppe H, mens den fem andre hver tilhørte haplogrupperne K, U5a1a, I, X2c og T2.
Flere af disse haplogrupper er sjældne i nutidige skandinaviske populationer.
Senere blev et 11. individ fundet der tilhørte haplogruppe U5a.
De genetiske studier af Galgedil-fundene sammenholdt med andre danske fund har vist en forskel i haplogruppernes frekvens i forhold til nutidens genetiske variation.
Særligt har haplogruppe I vist sig at være mere udbredt i de tidlige tider: I Galgedil een ud af 11.
Dette har fået forskere til at fremkomme med teorien om at den sorte død skulle have haft stor indvirkning på de forskellige haplogruppers forekomst.
Strontiumisotopanalyser har også været foretaget på fundene.